# 국가보위성
국가보위성(國家保衛省, 영어: State Security Department)은 조선민주주의인민공화국의 9~10만명 규모의 비밀경찰 및 정보기관으로 국가 최고지도자 직속의 초법적 기관이다. 국가보위성은 어떠한 법적 절차 없이도 체포해서 정치범수용소에 집어넣거나 사형시킬 수 있는 막강한 권한을 가진다. 출범 초기에는 국가안전보위부였다가 1982년 국가보위부로 개칭됐고, 1993년 국가안전보위부로 개칭됐고, 2016년 국가보위성으로 다시 개칭되었다.

## 개요
조선민주주의인민공화국의 공안, 방첩기관으로는 국가보위성, 사회안전성, 보위사령부가 3대 기관으로 분류된다. 대외업무를 담당하는 조선인민군 총참모부 정찰총국이나 노동당 대외정보조사부(35호실)와 통일전선부 등에서도 각각 해외, 대남 정보를 수집하며 공작을 펼치는 것으로 알려져 있다.
주요 임무는 북한 지도부를 위한 사상 경찰 활동으로 북한 내의 정치 및 사상동향 이상자를 감시, 사찰하고 대한민국에서 보낸 고정간첩을 잡아내는 방첩업무다. 특히 김일성, 김정일 비방사건에 대해서는 반드시 범인을 잡아내는데 노력한다.
탈북자를 돕고 있는 대북 선교단체 및 인권단체의 활동도 감시하고 있으며 중국이나 국경에서 탈북자들을 추적, 심문하고 이들을 가두는 수용소를 관리한다. 이를 위해 조선인민군을 제외한 북한 사회의 모든 기관이나 기업, 리(里)단위 행정구역까지 보위부원을 파견해 감시망을 구축하고 있다. 탈북자들이 많은 동북 3성, 동남아시아 같은 해외에도 보위성 요원을 암암리에 파견하고 있으며, 이들의 주 임무는 외화벌이 노동자 감시, 탈북자 색출, 국군정보사령부 및 대한민국 국가정보원 요원들의 활동 방해이다.

## 연혁
- 1947년 북조선인민위원회 보안국
- 1948년 내무성 정치보위국
- 1949년 2월 정치보위부로 격상
- 1949년 9월 12일 보위부장 이창옥의 월남으로 숙청 및 조직개편, 사회안전성에 흡수됨
- 1948년 9월 북조선 지역의 정치범을 전문적으로 다루는 국가정치보위부가 신설되었으나 1949년 8월 20일 보위부장 이창옥이 김강 등과 함께 황해남도 해주군에서 남한으로 탈출하면서 대대적인 숙청 후 조직은 폐지되어 치안단체인 사회안전부(현 인민보안부)에 통합되었다.
- 1951년 사회안전성 정치보위국
- 1952년 내무성 정치보위국
- 1962년 사회안전성 정치보위국
- 1973년 사회안전성에서 분리, 국가정치보위부로 격상
- 1982년 국가보위부 개칭
- 1993년 국가안전보위부 개칭
- 2016년 국가보위성 개칭

1973년 1월 사회안전부에서 정치범을 전문적으로 다루는 국가정치보위부가 분리·독립되고 인척인 김병하를 임명하였다. 김일성은 국가정치보위부를 통해 반체제파를 숙청하고 북조선 주민이 반항할 수 없도록 북조선사회에 공포감을 조성했는데 너무 심한 탄압에 여론이 안좋아지자 김일성이 부장이었던 김병하에게 책임을 물어 숙청했다는 설과 김정일이 김병하 부장이 자신에게 보고하지 않고 김일성 주석에게만 직접 보고하는 것에 분노하여 오극렬을 시켜 김병하를 암살 또는 사무실에서 자살하도록 유도했다는 설이 있다. 1982년 국가정치보위부에서 국가보위부로 개명했다. 부장에는 이진수가 임명됐지만 김일성의 후계자로 대두된 김정일이 모든 권한을 행사했다.
1993년에는 국가보위부에서 국가안전보위부로 변경되면서 김정일이 직접 지휘·지도했으며 실무는 국가안전보위부 제1부부장 우동측이 맡았다. 한편 김정일은 2009년 3~4월경 김정은을 국가안전보위부장에 임명해 자신을 대신해서 엘리트들을 감시하게 하고, 김정일 사후에도 김정은이 엘리트들을 확고하게 장악할 수 있도록 했다. 그 과정에서 군사 조직인 국가안전보위부의 우동측 부부장이 김정은의 보위부를 통한 엘리트 장악에 핵심적인 역할을 수행했다. 2011년 김정일 사후 김정은 체제가 되면서 우동측이 갑자기 해임되고 2012년 4월 김원홍이 부장이 되었다. 우동측의 해임사유는 뇌출혈로 알려져 있다.

## 역대 지도부

### 역대 부장
- 이창옥(李昌玉, 1948년 9월 2일 ~ 1949년 9월 14일)[2]
- 김병하(金炳夏, 1973년 2월 ~ 1982년 1월)
- 이진수(李鎭洙, 1982년 1월 ~ 1987년 8월 23일)
- 김영룡[3] (1988년 ~ 1998년 4월) - 직무대리
- 김정일 (1998년 9월 7일 ~ 1999년 4월 7일)
- 장성택 (1999년 ~ 2005년) - 조선로동당 조직지도부 제1부부장으로 직무대리
- 우동측 (2005년 ~ 2012년 4월) - 직무대리, 2012년 4월 뇌졸중으로 인한 해임
- 김원홍 (2012년 4월 ~ 2018년 1월)
- 정경택 (2018년 1월 ~ 2022년 6월)
- 리창대 (2022년 6월 ~ 현직)

## 조직
북조선의 각 직할시·도·군에 보위부를 설치하고 리단위까지 보위부원이 상주하고 있으며 기관·기업소 등에도 보위부 요원이 파견되어 있다.
- 제1국
- 제2국(해외반탐국)
  - 1과: 유럽 담당
  - 2과: 북미 담당
  - 3과: 해외업무 총괄
  - 4과: 동아시아 담당
- 제3국
- 제4국: 해외공작 담당
- 제8국: 일본 출신 북송교포를 담당

### 국가보위성 정치대학
국가보위성 정치대학(보위대학)은 평양시 용성구역에 있는 5년제 대학으로 보위부원과 공작원을 양성하는 곳이다. 조선노동당원만 입학할 수 있으며 당이나 기관 등에서 필요로 하는 정치간부를 양성하기도 한다.
보위대학에서는 정치학, 군사학, 심리학, 인간사회철학, 사회주의경제학 등 12과목을 교육한다. 정치학은 주로 혁명력사같은 사상무장용 교육을 받으며 군사학은 투지훈련, 심리훈련, 사격훈련, 장비훈련을 배운다. 투지훈련은 공수, 도하, 일격필살법, 정찰술, 방화훈련(불속 뚫기) 등이 있으며 심리훈련은 심리술, 미행술을 배우고 사격훈련은 사격술과 저격술 그리고 장비훈련에는 화기, 통신기, 차량 등을 다루는 법을 배운다.

## 같이 보기
- 조선민주주의인민공화국 국방위원회
- 인민무력부 정찰총국
- 민족보위성
- 인민무력부
- 조선인민군
- 대한민국 국가정보원

## 계급
| 대장 (大將) |
| 상장 (上將) |
| 중장 (中將) |
| 소장 (少將) |
| 대좌 (大佐) |
| 상좌 (上佐) |
| 중좌 (中佐) |
| 소좌 (少佐) |
| 대위 (大尉) |
| 상위 (上尉) |
| 중위 (中尉) |
| 소위 (少尉) |